# Ачуевская коса
Ачуевская коса — песчаная коса, расположенная на восточном российском побережье Азовского моря, недалеко от города Приморско-Ахтарск, примерно в 20 км к юго-западу от Ясенской косы. Образует Ахтарский лиман, являясь его западным берегом. Административно Ачуевская коса входит в состав Приморско-Ахтарского района Краснодарского края.

## Процесс формирования и структура
Формирование Ачуевской косы неразрывно связано с её парной косой Чушка. При северо-восточном ветре нарастающее течение песчаного потока устремляется из Темрюкского залива к мысу Ахиллеон, а потом заворачивает в Керченский пролив, где участвует в строительстве косы Чушки. А когда дуют юго-западные ветры, все повторяется в другом направлении: пески из Темрюкского залива направляются за мыс Ачуевский и наращивают Ачуевскую косу.
Длина Ачуевской косы около 35 км. Ориентировка и морфология морского берега указывает на большую роль северо-западного волнения, которое определяет перенос материала в Ахтарский лиман. Ширина пляжей на морском берегу косы изменяется от 5 до 15 м, уклоны от 0.01 до 0.02. В составе наносов преобладают ракуша и детрит (70-90 %), мелкозернистый кварцевый песок (10-30 %).